# Katherine Aidala
Katherine E. Aidala es una física estadounidense. Se desempeña como profesora de física en Mount Holyoke College y es miembro de la Sociedad Estadounidense de Física.

## Biografía

### Primeros años
Obtuvo una licenciatura en física y psicología aplicadas por la Universidad Yale en 2001. En Yale, participó en el Laboratorio Rob Schoelkopf, un laboratorio de investigación de computación cuántica centrado en superconductores. Luego recibió su maestría en física aplicada por la Universidad de Harvard, seguida de un doctorado en física aplicada por la misma universidad en 2006. En Harvard, participó en la construcción del microscopio de sonda de barrido enfriado por He-3 en el Grupo Robert Westervelt y finalmente escribió su tesis basada en su investigación con el grupo, titulada "Imagen de enfoque magnético en un gas de electrones bidimensional".

### Carrera
Al aceptar un puesto docente en Mount Holyoke College, recibió el Premio Presidencial de Carrera Temprana para Científicos e Ingenieros, y un premio NSF CAREER por su trabajo en nanofísica. También fue nombrada becaria Cottrell de 2009 por la Corporación de Investigación para el Avance Científico. En un esfuerzo por hacer que la ciencia sea más accesible, inició en 2013 un café bimestral de ciencia tecnológica y cafés de biología orgánica y evolutiva donde los científicos locales podían discutir casualmente sus campos. También estableció un Makerspace en Mount Holyoke College para alentar a las mujeres a ingresar a las disciplinas STEM.
Durante su estancia en Mount Holyoke College, su investigación se centró en el transporte de carga en puntos cuánticos de nanocristales. Utiliza microscopía de sonda de barrido para mejorar la eficiencia de las nanoestructuras y los dispositivos que las emplean. En reconocimiento a sus esfuerzos, recibió el Premio de Becas de la Facultad Meribeth E. Cameron 2016. También obtuvo el Premio de la Sociedad Estadounidense de Física (APS) en 2020 como miembro de la facultad de investigación en una institución de pregrado.
En octubre de 2020, fue elegida miembro de la APS "por su desarrollo innovador de técnicas de sonda de escaneo para caracterizar materiales blandos, estudiar semiconductores desordenados y aplicar campos magnéticos azimutales a materiales nanoestructurados magnéticos; por la tutoría excepcional de mujeres universitarias en física; y promover la apreciación pública de la ciencia."